# Джони Тейлър
Джони Харисън Тейлър (на английски: Johnnie Harrison Taylor) е американски арендби, госпъл, соул, поп, блус и диско певец, композитор и текстописец.
Той е известен със своя неповторим стил, смесица между соул, ритъм енд блус и блус. Този факт оставя автентичен акцент върху него и кариерата му, по време на която е трикратно номиниран за наградата „Грами“.

## Биография
Джони Тейлър е роден в Крофордсвил. Израснал е в Западен Мемфис, като участва в евангелски групи като по млад. По-късно, през 50-те години на 20. век, той записва песента „Somewhere to Lay My Head“ в „Chance Records“ и през 1957 г. бива нает да заеме мястото на самия Сам Кук в групата „The Soul Stirrers“.
Няколко години по-късно, след като Сам Кук се е вече установил в „SAR Records“, Джони Тейлър се включва като един от първите изпълнители на лейбъла и записва песента „Rome Wasn't Built In A Day“ през 1962 г.
През 1966 г. Джони Тейлър се премества в „Stax Records“ в Мемфис Тенеси, където е наречен „The Philosopher of Soul“ и записва с „House band“ хитовете „I Had a Dream“, „I've Got to Love Somebody's Baby“ и най-вече „Who's Making Love“ която достига номер 5 в Билборд Хот 100 и номер 1 арендби песен през 1968 г. Песента „Who's Making Love“ е продадена в над един милион копия.
По време на подписания договор между Джони Тейлър и лейбъла „Stax“, той се превръща в R&B звезда с над дузина хитови успехи, като например „Jody's Got Your Girl and Gone“, която достига номер 23 в класацията на Билборд Хот 100. „Cheaper to Keep Her“ достига до номер 11 в класацията Billboard Hot 100, а песента „I Believe in You“ се продава в повече от един милион екземпляра и е наградена със златен диск от „RIAA“ през октомври 1973 г.
Джони Тейлър заедно с Исак Хейс от „The Staple Singers“, е обявен за един от най-известните изпълнители, спомогнали за успеха на компанията в края на 60-те и началото на 70-те години на 20. век след смъртта на най-голямата им звезда Отис Рединг, при самолетна катастрофа.
След краха на лейбъла „Stax“ през 1975 г. Джони Тейлър преминава в Columbia Records, където записва най-големите си успехи с Дон Дейвис, който отговаря за продукцията „Disco Lady“ през 1976 г. Негови хитове достигат до номер едно на Billboard Hot 100 и през май 1976 г. записва първият сертифициран платинен сингъл в (два милиона продадени копия) от „RIAA“. Джони Тейлър записва още няколко успешни албума и R&B единични хитове с Дон Дейвис в „Columbia Records“.
След кратък престой в малкия лейбъл от Лос Анджелис „Beverly Glen Records“ Джони Тейлър подписва договор с „Malaco Records“, след като основателят на компанията Tommy Couch и продуцентът му Wolf Stephenson го чуват как пее на погребението на блус певицата Z.Z. Hill's през пролетта на 1984. „Malaco Records“ дават пълна свобода при записване на Джони Тейлър, което му позволява да запише десет албума за лейбъла в този период.
През 1996 г. осмият албум на Джони Тейлър за „Malaco Records“ „Good Love“ достига номер едно в класацията на „Billboard Top Blues Albums“, което е и най-големият рекорд в историята на лейбъла. След този успех компанията записва на живо видеоклип на Джони Тейлър в Далас Тексас през лятото на 1997 г. Последната песен на Джони Тейлър е „Soul Heaven“, в която той мечтае да бъде на концерт с мъртви афроамерикански музикални икони от Луи Армстронг до Отис Рединг, и от ZZ Hill до „The Notorious BIG“.
Тейлър умира от сърдечен удар в болницата „Charlton Methodist Hospital“ в Далас, Тексас на 31 май 2000 г. на 66-годишна възраст. Неговият изключително сложен личен живот е разкрит едва след смъртта му през 2011 г. когато става публичен факт неговите 6 деца и още 3 други деца с потвърдено бащинство, родени от три различни майки.
Джони Тейлър получава наградата „Pioneer“ от фондацията „Rhythm and Blues Foundation“ през 1999.

## Дискография

### Албуми
- Wanted: One Soul Singer – Stax 715 (1967)
- Who's Making Love... – Stax 2005 (1968)
- Raw Blues – Stax 2008 (1968)
- Rare Stamps – Stax 2012 (1968)
- The Johnnie Taylor Philosophy Continues – Stax 2023 (1969)
- One Step Beyond – Stax 2030 (1971)
- Taylored in Silk – Stax 3014 (1973)
- Super Taylor – Stax 5509 (1974)
- Eargasm – Columbia 2012 (1976)
- Rated Extraordinaire (1977)
- Reflections (1977)
- Disco 9000 (1977)
- Ever Ready (1978)
- She's Killing Me (1979)
- A New Day (1980)
- I'm So Proud (1982)
- The Complete Beverly Glen Music Sessions  (1984)
- This Is Your Night (1984)
- Wall To Wall (1985)
- Lover Boy (1987)
- In Control (1988)
- Crazy 'Bout You (1989)
- Just Can't Do Right (1991)
- Good Love (1996)
- Cheaper to Keep Her (1997)
- Taylored To Please (1998)
- Gotta Get The Groove Back (1999)
- There's No Good In Goodbye (2003)
- Live at the Summit Club (2007)

### Сингли
| Година | Песен                                | Чартова позиция   | Чартова позиция | Чартова позиция  |
| Година | Песен                                | Billboard Hot 100 | Hot R&B         | GB Singles Chart |
| ------ | ------------------------------------ | ----------------- | --------------- | ---------------- |
| 1963   | Baby, We've Got Love                 | 98                | —               | —                |
| 1966   | I Had A Dream                        | —                 | 19              | —                |
| 1966   | I Got To Love Somebody's Baby        | —                 | 15              | —                |
| 1967   | Somebody's Sleeping In My Bed        | 95                | 33              | —                |
| 1968   | Next Time                            | —                 | 34              | —                |
| 1968   | I Ain't Particular                   | —                 | 45              | —                |
| 1968   | Who's Making Love                    | 5                 | 1               | —                |
| 1969   | Take Care of Your Homework           | 20                | 2               | —                |
| 1969   | Testify (I Wonna)                    | 36                | 4               | —                |
| 1969   | I Could Never Be President           | 48                | 10              | —                |
| 1969   | Love Bones                           | 43                | 4               | —                |
| 1970   | Steal Away                           | 37                | 3               | —                |
| 1970   | I Am Somebody Part II                | 39                | 4               | —                |
| 1971   | Jody's Got Your Girl and Gone        | 28                | 1               | —                |
| 1971   | I Don't Wanna Lose You               | 86                | 13              | —                |
| 1971   | Hijackin' Love                       | 64                | 10              | —                |
| 1972   | Standing In For Jody                 | 74                | 12              | —                |
| 1972   | Doing My Own Thing (Part I)          | —                 | 16              | —                |
| 1972   | Stop Doggin' Me                      | —                 | 13              | —                |
| 1973   | I Believe in You (You Believe in Me) | 11                | 1               | —                |
| 1973   | Cheaper To Keep Her                  | 15                | 2               | —                |
| 1974   | We're Getting Careless With Our Love | 34                | 5               | —                |
| 1974   | I've Been Born Again                 | 78                | 13              | —                |
| 1974   | It's September                       | —                 | 26              | —                |
| 1975   | Try Me Tonight                       | —                 | 51              | —                |
| 1976   | Disco Lady                           | 1                 | 1               | 25               |
| 1976   | Somebody's Gettin' It                | 33                | 5               | —                |
| 1977   | Love Is Better In The A.M. (Part 1)  | 7                 | 3               | —                |
| 1977   | Your Love Is Rated X                 | —                 | 17              | —                |
| 1977   | Disco 9000                           | 86                | 24              | —                |
| 1978   | Keep On Dancing                      | —                 | 32              | —                |
| 1978   | Ever Ready                           | —                 | 84              | —                |
| 1979   | (Ooh-Wee) She's Killing Me           | —                 | 37 79           | —                |
| 1980   | I Got This Thing For Your Love       | —                 | 77              | —                |
| 1982   | What About My Love                   | —                 | 24              | —                |
| 1983   | I'm So Proud                         | —                 | 55              | —                |
| 1984   | Lady, My Whole World Is You          | —                 | 74              | —                |
| 1987   | Don't Make Me Late                   | —                 | 74              | —                |
| 1990   | Still Crazy For You                  | —                 | 60              | —                |